# Кузьниця-Чарнковська
Кузьниця-Чарнковська (пол. Kuźnica Czarnkowska, нім. Hammer bei Schönlanke) — село в Польщі, у гміні Чарнкув Чарнковсько-Тшцянецького повіту Великопольського воєводства.
Населення — 1031 особа (2011).
У 1975-1998 роках село належало до Пільського воєводства.

## Демографія
Демографічна структура станом на 31 березня 2011 року:
|          | Загалом | Допрацездатний вік | Працездатний вік | Постпрацездатний вік |
| -------- | ------- | ------------------ | ---------------- | -------------------- |
| Чоловіки | 507     | 114                | 348              | 45                   |
| Жінки    | 524     | 130                | 304              | 90                   |
| Разом    | 1031    | 244                | 652              | 135                  |